# Белюстин, Вячеслав Никитич

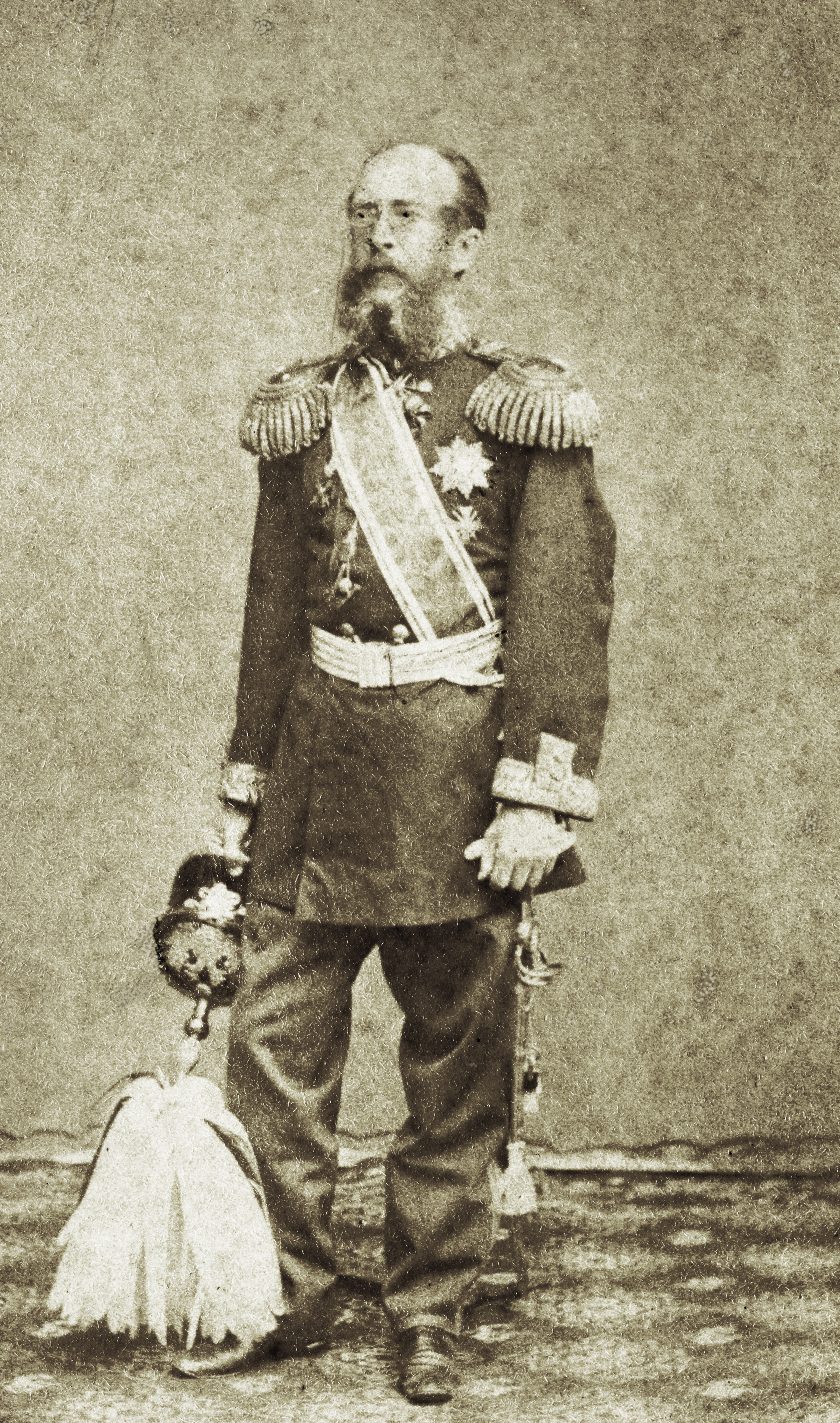
Фото из семейного архива

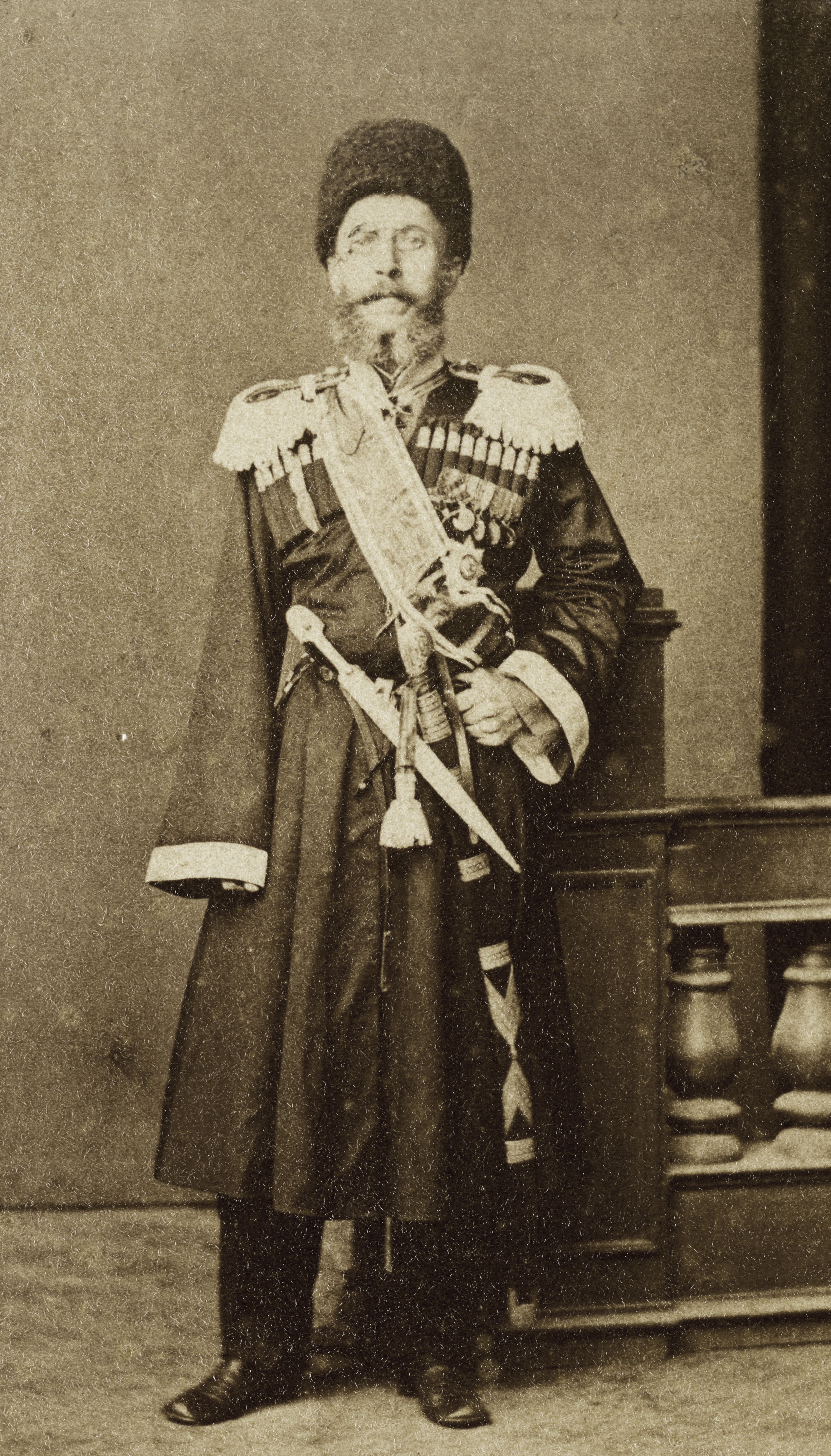

Тифлис около 1860 г.

Вячеслав Никитич Белюстин (1818—1882) — генерал-майор русской императорской армии. 

## Биография
Родился в 1818 году в семье выпускника Главного педагогического института Никиты Фёдоровича Белюстина.
С 28 июля 1839 года — в офицерском звании. Майор с 1851 года, подполковник с 1854, полковник с 1859 года. Служил в Нижегородском драгунском полку.
Участвовал в военных действиях против Шамиля. В 1861 году был награждён Золотой саблей с надписью «За храбрость». Командовал дивизионом в Северском драгунском полку, затем служил в Переяславском драгунском полку.
С 13 октября 1868 года — генерал-майор. До сентября 1872 года был атаманом Темрюкского отдела Кубанского казачьего войска; затем — начальник Таманского военного округа. В 1875 году  состоял при Екатеринодарском мировом судебном округе.
Умер 17 (29) ноября 1882 года.

## Награды
- орден Св. Анны 3-й ст. с бантом (1850)
- орден Св. Анны 2-й ст. (1855; императорская корона и мечами к ордену — в 1856)
- Золотая сабля «За храбрость» (1861)
- орден Св. Владимира 4-й ст. с бантом за 25 лет (1862)
- орден Св. Владимира 3-й ст. с мечами (1864)
- орден Св. Станислава 1-й ст. (1870)

## Семья
Жена, Ольга Яковлевна (? — после 1916) — сестра Я. Я. Батиевского. Их сын, Вячеслав (1856—1926) — сенатор, тайный советник.